# Loligo opalescens
A Lula-da-califórnia (Loligo opalescens) é uma espécie de lula que vive nas águas rasas do Pacífico.